# Tropico (computerspelserie)
Tropico is een serie stedenbouwsimulatiespellen ontwikkeld door PopTop Software, Frog City Software en Haemimont Games. Overige ports zijn gemaakt door Feral Interactive die de OS X-versies, zij zijn ook verantwoordelijk, als uitgevers, voor die versies. 

## Spellen
| Release | Titel                  | Ontwikkelaar                             | Uitgever                                                              | Platform                                                |
| ------- | ---------------------- | ---------------------------------------- | --------------------------------------------------------------------- | ------------------------------------------------------- |
| 2001    | Tropico                | PopTop Software, Feral Interactive (Mac) | Gathering of Developers, MacSoft Games (Mac), Feral Interactive (Mac) | Mac OS X, Windows                                       |
| 2003    | Tropico 2: Pirate Cove | Frog City Software                       | Gathering of Developers                                               | Mac OS X, Windows                                       |
| 2009    | Tropico 3              | Haemimont Games, Feral Interactive (Mac) | Kalypso Media, Feral Interactive (Mac)                                | Mac OS X, Windows, Xbox 360                             |
| 2011    | Tropico 4              | Haemimont Games, Feral Interactive (Mac) | Kalypso Media, FX Interactive, Feral Interactive (Mac)                | Mac OS X, Windows, Xbox 360                             |
| 2014    | Tropico 5              | Haemimont Games                          | Kalypso Media                                                         | Linux, OS X, PlayStation 4, Windows, Xbox 360, Xbox One |
| 2019    | Tropico 6              | Limbic Entertainment                     | Kalypso Media                                                         | Linux, macOS, PlayStation 4, Windows, Xbox One          |